# Rossella nodastrella
Rossella nodastrella är en svampdjursart som beskrevs av Topsent 1915. Rossella nodastrella ingår i släktet Rossella och familjen Rossellidae. Inga underarter finns listade i Catalogue of Life.